# CADIVI

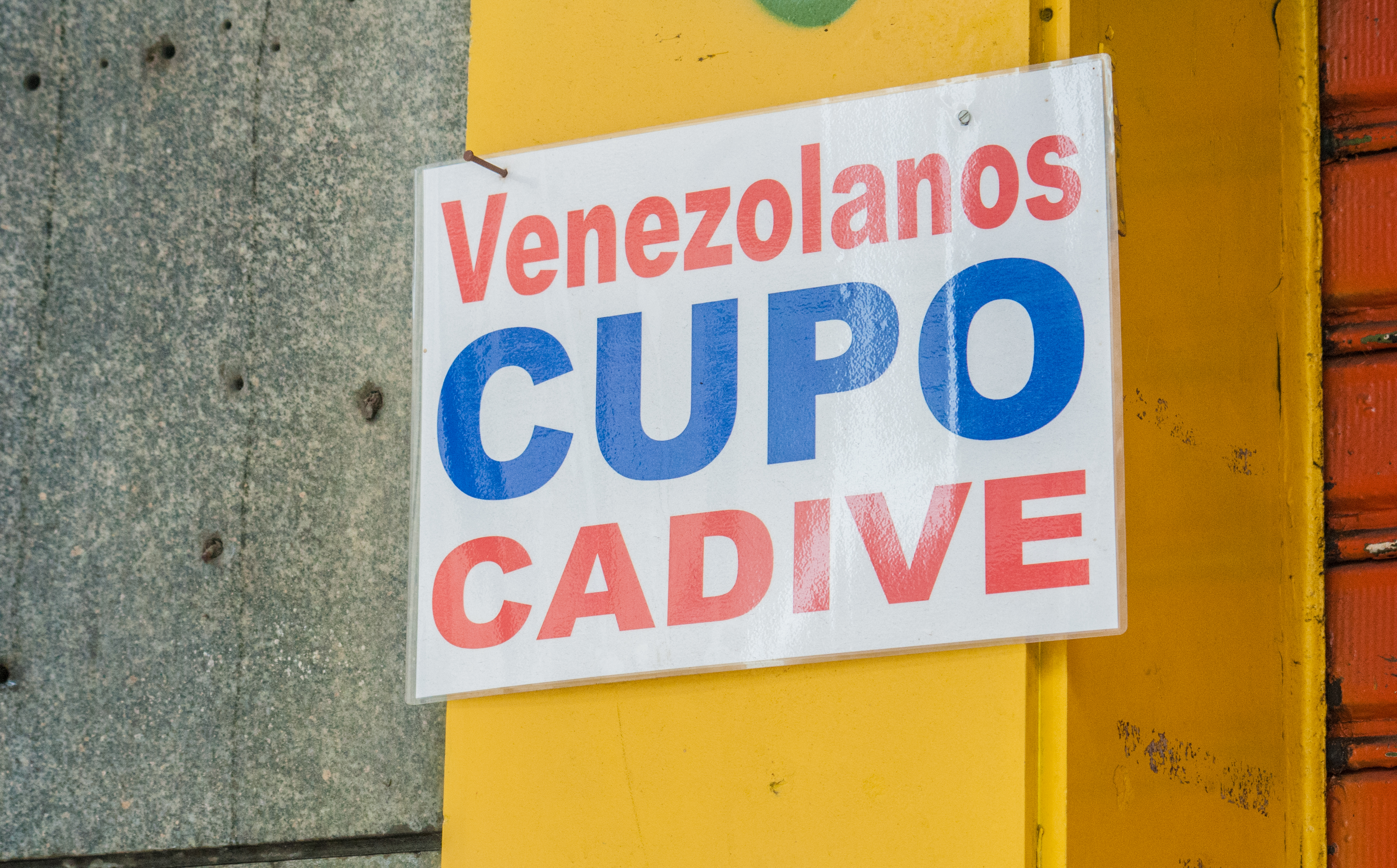
Aviso no centro de São Paulo para troca de dólares eletrônicos por dólares físicos.

Comissão Nacional de Administração de Divisas (CADIVI) (fev. 2003 – jan. 2014) foi um órgão venezuelano, encarregado de administrar as divisas aos cidadãos (compra e venda de dólares e euros) sob determinadas condições e limitações, controlando o livre acesso à moeda estrangeira. Durante sua existência, regia-se pela Lei dos Ilícitos Cambiários decretada em outubro de 2005 (revogada em agosto de 2018). A CADIVI estava vinculada ao Ministério das Finanças e foi criada em 2003 por meio do Decreto N.º 2.302 do controle cambial, imposto pelo governo em 5 de fevereiro daquele mesmo ano. 
O ministro Jorge Giordani no início de 2013 afirmou que haviam sido perdidos 25 bilhões de dólares por meio do sistema CADIVI.
Esse órgão foi substituído pelo Centro Nacional de Comercio Exterior (CENCOEX) a partir de janeiro de 2014 até seu encerramento em 30 de janeiro de 2016, passando a ser administrado simplesmente pelo Banco Central da Venezuela, para o qual foi criado um sistema de câmbio flutuante por meio de leilões com o Sistema de Divisas de Tipo de Câmbio Complementar Flutuante de Mercado (DICOM). Foram testadas várias modificações até que, em 2 de maio de 2019, os leilões do DICOM foram eliminados, passando o BCV a controlar a informação do preço médio de compra e venda por meio da "Mesa de Câmbio" dos diversos bancos do país.
A partir de 5 de agosto de 2017, com o novo procurador-geral, iniciou-se uma investigação aprofundada por casos de corrupção pelo uso indevido na obtenção de dólares preferenciais e pela emissão de faturas e declarações falsas
Os 12 anos de duração da CADIVI provocaram uma alta inflação na economia nacional, que inicialmente não se refletiu pelo aumento gradual do preço do petróleo, mas foi a origem da perda das Reservas Internacionais do país e de parte de sua infraestrutura industrial, do atraso da produção nacional que vinha crescendo – fazendo com que as exportações se paralisassem e decaíssem – enquanto as importações aumentavam em detrimento da indústria nacional e, com isso, a corrupção. O programa CADIVI foi pior do que o que ocorreu com o programa RECADI aplicado nos anos 80.

## História

### Antecedentes
Em 1983, um órgão semelhante à CADIVI, chamado RECADI, foi estabelecido para administrar um sistema de taxas de câmbio diferenciais e controles de capitais, o qual foi dissolvido em 1989, quando o sistema de taxa de câmbio diferencial foi abolido. O RECADI constituiu uma mancha na história da corrupção venezuelana, tendo se transformado num importante escândalo em 1989, quando cinco ex-ministros foram detidos; contudo, as acusações foram posteriormente retiradas.
O Sexta-feira Negra de 1983 representa um marco que mudou a história econômica. Até aquele dia, mantinha-se oficialmente a estabilidade e a confiabilidade que, desde a segunda década do século XX, caracterizavam o bolívar, cuja última cotação livre em relação ao dólar era de 4,30 bolívares. A partir daí, iniciou-se a desvalorização constante do bolívar, com complicações no pagamento da dívida externa, deterioração acelerada do poder aquisitivo e a implementação de um controle cambial denominado “Régimen de Cambio Diferencial” (RECADI) – que funcionou entre 28 de fevereiro de 1983 e 10 de fevereiro de 1989 e que teve graves casos de corrupção durante o governo de Jaime Lusinchi – os quais fizeram desaparecer a estabilidade cambial da moeda venezuelana. Nada se compara à corrupção gerada pelo sistema CADIVI entre 2003 e 2013.
Os controles cambiais do tipo CADIVI e outros foram adotados novamente a partir de 5 de fevereiro de 2003, em uma suposta tentativa de limitar a fuga de capitais, em decorrência da paralisação petrolífera de 2002–2003, destinada a mudar a política petrolífera aplicada pelo governo e a substituição dos diretores na gerência, assumidos sem bom perfil profissional e com pouca experiência no setor, o que fez com que o PIB caísse 27% durante os primeiros quatro meses de 2003.
Em 2008, a desvalorização gradual do bolívar levou o governo de Chávez a eliminar três zeros do bolívar, criando assim uma nova moeda conhecida como o "bolívar forte" (Bs.F.), embora tenha mantido a moeda atrelada a uma taxa mais alta em relação ao dólar do que o valor real de mercado. Desde 2003, medidas econômicas mal estruturadas criaram uma escassez de divisas devido à falta de confiança na política governamental – orientada para uma mudança comercial rumo à China e a desvinculação do mercado dos Estados Unidos –, sendo que a venda de ativos de refinarias da CITGO e da Europa contribuiu para a desconfiança no bolívar e nas divisas, especialmente do dólar norte-americano, aumentando assim sua demanda. Isso, aliado à corrupção de funcionários públicos e ao abuso de influência em obras públicas, mesmo em meio a um boom petrolífero, agravou a situação.
A partir de 2014, iniciou-se na economia venezuelana uma forte recessão, com queda na produção petrolífera e uma inflação anual superior a 100%. Em 2018, a hiperinflação obrigou o governo a eliminar cinco zeros da moeda, a fim de agilizar o sistema contábil; eliminou-se o "bolívar forte" e surgiu o "bolívar soberano". Nos oito meses seguintes, praticamente cessou o controle cambial e o sistema DICOM.
| Período               | Sistema                                                              | Classificação                                 |
| --------------------- | -------------------------------------------------------------------- | --------------------------------------------- |
| 1811 – Nov 1960       | Taxa de Câmbio Livre                                                 | Livre Mobilidade de Capital                   |
| Nov 1960 – Fev 1964   | Primeiro Controle Cambial – Decreto 390, GO N.º 26.401               | Controle Cambial                              |
| Fev 1964 – Fev 1983   | Taxa de Câmbio Livre                                                 | Livre Mobilidade de Capital                   |
| Fev 1983 – Fev 1989   | RECADI                                                               | Controle Cambial                              |
| Mar 1989 – Set 1992   | Taxa de Câmbio Flutuante Livre                                       | Livre Mobilidade de Capital                   |
| Out 1992 – Jul 1994   | Microdepreciações                                                    | Livre Mobilidade de Capital                   |
| Jul 1994 – Jul 1996   | OTAC – Escritório Técnico de Administração Cambial                   | Controle Cambial                              |
| Jul 1996 – Jan 2002   | Bandas Cambiais                                                      | Controle Cambial                              |
| Fev 2002 – Fev 2003   | Taxa de Câmbio Flutuante Controlada                                  | Mobilidade de Capital com Intervenção Estatal |
| Fev 2003 – Fev 2013   | CADIVI (Taxa de Câmbio Fixa; em meados de 2010 surge o SITME)        | Controle Cambial                              |
| Fev 2013 – Jan 2014   | CADIVI (DIPRO – SICAD)                                               | Controle Cambial                              |
| Jan 2014 – Mar 2015   | CENCOEX (DIPRO – SICAD I – SICAD II)                                 |                                               |
| Mar 2015 – Jan 2016   | CENCOEX (DIPRO – SICAD I – SIMADI)                                   |                                               |
| Jan 2016 – Jan 2018   | DIPRO – DICOM (Taxa de Câmbio Flutuante Controlada)                  |                                               |
| Jan 2018 – Mai 2019   | DICOM (Taxa de Câmbio Flutuante Controlada) – o DIPRO desaparece     | Mobilidade de Capital com Intervenção Estatal |
| Mai 2019 – Atualidade | Interbancário (Taxa de Câmbio Flutuante Controlada) – Mesa de Câmbio | Mobilidade de Capital com Intervenção Estatal |

### CADIVI

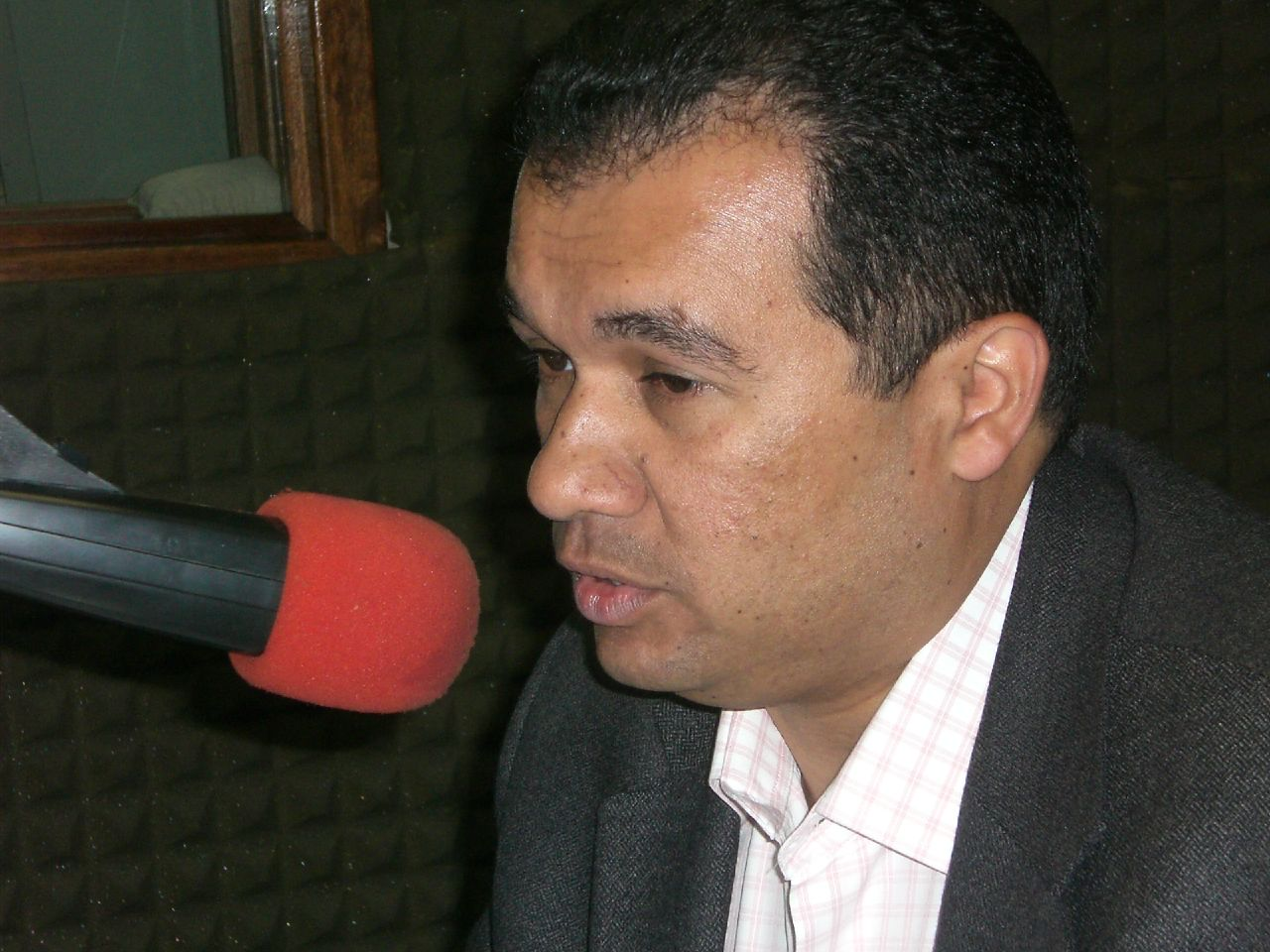
Manuel Barroso.

A Comissão de Administração de Divisas – CADIVI – foi criada, supostamente, para conter a fuga de capitais, por meio do Decreto Presidencial N.º 2.302 de 2003 e com o valor fixo único de B/. 1.600 bolívares por dólar. Criou-se, assim, a Comissão que concedia divisas para a importação de bens, para viajantes (com limite de até US$ 4.000 por ano) e para gastos eletrônicos (US$ 2.000 por ano). O ministro Jorge Giordani de Planejamento declarou que, durante a administração de Manuel Barroso, desapareceram 25 bilhões de dólares. Em janeiro de 2004, sofreu sua primeira modificação: o dólar fixo passou a valer B/. 1.920 bolívares por dólar; essa mudança durou pouco.
Em janeiro de 2005, a taxa de câmbio passou a ser de B/. 2.150 bolívares por dólar, mantendo-se esse patamar por cinco anos, quando o país recebeu muitas divisas devido ao "boom" petrolífero. A partir de 2007, houve modificações: qualquer pessoa que possuísse cartão de crédito podia viajar e dispor de US$ 5.000 pelo câmbio oficial (limite para viagens) e, além disso, realizar compras eletrônicas nacionais no valor de US$ 3.000.
Em 2008, o país sofreu a recuperação da moeda – oficialmente, foram eliminados três zeros. No último dia de dezembro de 2008, conforme a Gaceta Oficial 39.089, ocorreu uma nova modificação: foram estabelecidas duas taxas de câmbio – uma mantida a 2,15 para importações, estudantes no exterior e compra de medicamentos; e outra, a 4,30, para viajantes – reduzindo-se os limites para US$ 2.500 em viagens (limite para viagens) e US$ 400 em compras eletrônicas, o que implicou um aumento de 100% no custo de aquisição das divisas. Em janeiro de 2011, a taxa de câmbio oficial passou a ser de B/. 4,30 bolívares por dólar.
Em 8 de fevereiro de 2013, a taxa de câmbio oficial passou a ser de B/. 6,30 bolívares por dólar para importações de bens básicos e pagamento da dívida externa, e outra de B/. 11,30 bolívares por dólar para exportações, importações, limite para viagens e compras eletrônicas, conforme estabelecido pelo acordo cambial nº 14 (Gaceta Oficial nº 40.108). Em novembro de 2013, foi criado o CENCOEX, que passou a substituir a CADIVI em janeiro do ano seguinte.
Desde que o controle cambial foi implementado na Venezuela em 2003, a população teve que se acostumar com um processo mutável e rigoroso de obtenção de divisas, supervisionado pela Comissão, no qual o usuário se vê imerso em variadas regulamentações em constante mudança – impostas por órgãos de controle cambial criados anualmente para funções semelhantes, mas com regras diferentes e mais complexas, limitando a obtenção de dólares americanos (US$), como nos casos do SITME, SICAD, SICAD I e II e SIMADI.
| Número | anos                  | Nome                             | Cargo    | Status                                                  |
| ------ | --------------------- | -------------------------------- | -------- | ------------------------------------------------------- |
| 1      | 2003–2004             | Edgar Hernández Behrens          | diretor  | militar                                                 |
| 2      | 2004–2006             | Mary Espinoza Mogollon de Robles | diretora | civil                                                   |
| 3      | 2006–2013             | Manuel Barroso                   | diretor  | General de brigada                                      |
| 4      | 2013 (março a agosto) | Eudomar Tovar                    | diretor  | economista, Universidad de                              |
| 5      | 2013–2014             | José Salamat Khan Fernández      | diretor  | dirigente sindical dos trabalhadores do Ensino Superior |

### SITME
Sistema de Transações com Títulos em Moeda Estrangeira (jul 2010 – fev 2013) foi administrado pelo Banco Central da Venezuela, por meio do qual se compram e vendem, em bolívares, títulos em moeda estrangeira fixados acima do valor da CADIVI (B/. 5,30 bolívares por dólar) para abastecer o maior número de pessoas jurídicas – até US$ 50.000 mensais e com um teto de US$ 300.000 por ano – e, para pessoas físicas, a compra de US$ 5.000 para viagens, US$ 6.000 para remessas, US$ 5.000 para despesas de estudantes no exterior e US$ 10.000 para casos especiais. Durou pouco, até fev. de 2013.

### SICAD
Sistema Complementar de Aquisição de Divisas (SICAD) (2013–2016)

### CENCOEX

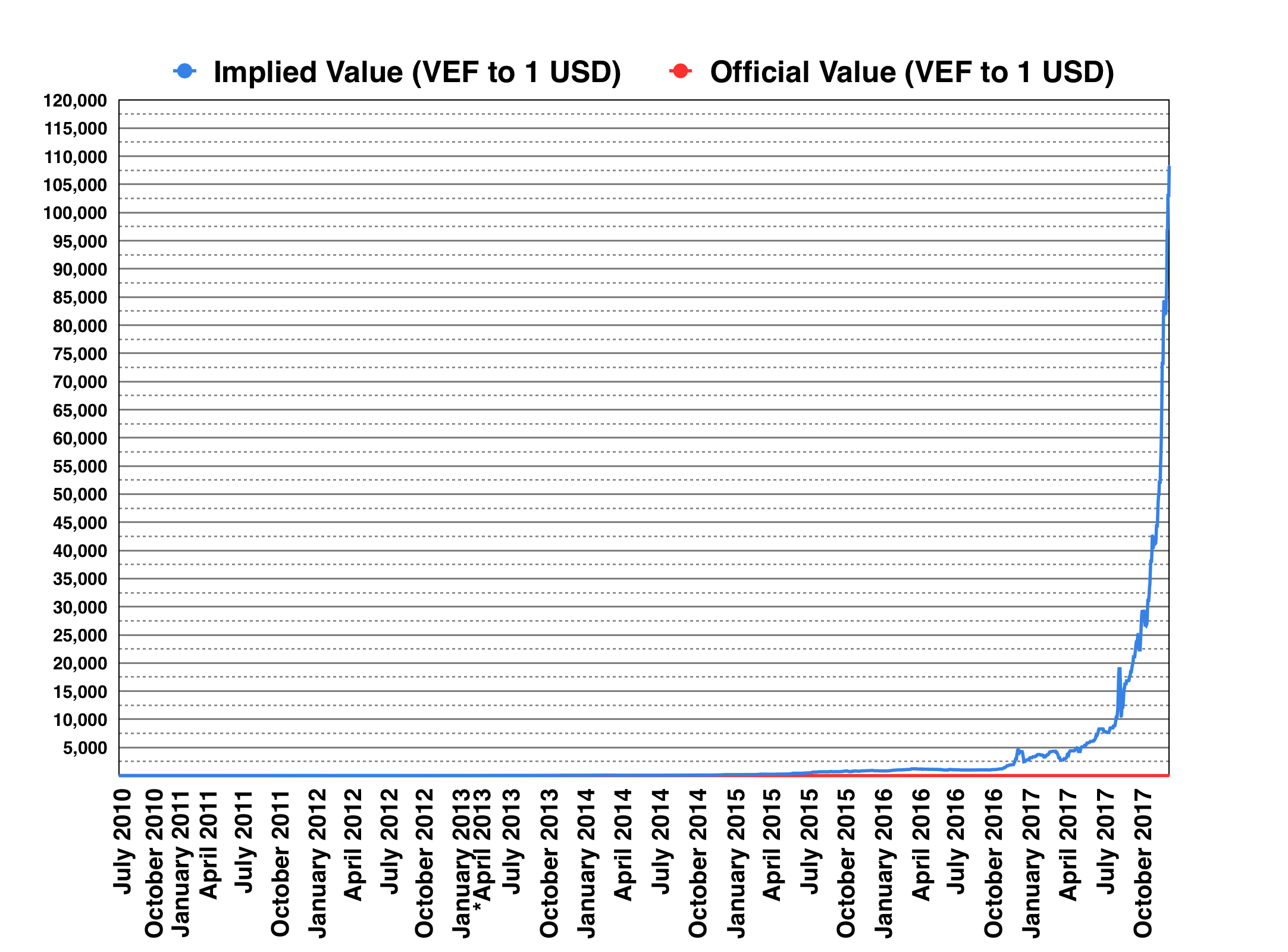
A linha azul representa o valor implícito do VEF comparado com o USD. A linha vermelha representa o que o governo venezuelano oficialmente qualifica do VEF.
Fontes: Banco Central da Venezuela, Dólar Paralelo, Banco da Reserva Federal, Fundo Monetário Internacional.

O Centro Nacional de Comercio Exterior (CENCOEX) substitui a CADIVI a partir de janeiro de 2014, tendo sido criado por meio do Decreto N.º 601, publicado na Gaceta Oficial da Venezuela. A taxa na qual as divisas são negociadas é publicada diariamente pelo BCV, e sua primeira cotação situou-se em torno de 49 Bs./US$. Em julho de 2014, por meio de uma circular do Banco Central da Venezuela, foi estabelecido que o montante mínimo a ser negociado no SICAD II para pessoas físicas é de US$ 1.000, sendo definidos, ao mesmo tempo, mais requisitos para a realização de operações por essa via.
O governo anunciou a liquidação do CENCOEX; em 20 de setembro de 2024 foi anunciada a criação da Agência de Promoção de Exportações da Venezuela, que ficará sob a responsabilidade de Daniela Desiree Cabello.

### SIMADI
O Sistema Marginal de Divisas, ou SIMADI, é uma modalidade criada em janeiro de 2015 pelo governo da Venezuela para o controle cambial do dólar no país, que substituiu o SICAD II – enquanto o SICAD I passou a ser simplesmente SICAD. O Banco Central de Venezuela (BCV) é o órgão encarregado de regular e controlar o valor do dólar por meio deste sistema. O sistema consiste na compra e venda de dólares com certas restrições. O preço do dólar depende da oferta e da demanda do mercado naquele momento.
Entre as limitações do sistema estão:
- Venda de 300 dólares por dia.
- 2.000 dólares por mês.
- 10.000 dólares por ano.

Em 31 de janeiro de 2016, as operações do SIMADI e do SICAD foram formalmente encerradas, sendo substituídas pelo sistema de leilões DICOM.

### DICOM / DIPRO
O Sistema de Divisas de Taxa de Câmbio Complementar Flutuante de Mercado (fev. 2016 – mai. 2019) teve início em 1 de março de 2016. Em 9 de março de 2016, foram implantados dois novos sistemas de divisas: a Taxa de Câmbio Protegida (DIPRO) e a Taxa de Câmbio Complementar (DICOM), sendo o primeiro com um custo de 10 bs. por dólar e o segundo iniciado a 206 Bs. O anúncio foi feito por Miguel Pérez Abad. Este sistema é restringido por:
- Pessoas físicas só poderão adquirir 500 euros trimestrais e 2.000 anuais.[28]
- Pessoas jurídicas poderão comprar 400.000 euros trimestrais e 1,2 milhões por ano.[28]
- Os leilões ordinários serão realizados continuamente pelo Comitê de Leilões, vinculado ao Banco Central da Venezuela, e o preço dependerá da oferta e da demanda.
- No segundo trimestre de 2017, quase não houve leilões em dólares; em seu lugar, os leilões foram realizados em euros devido às sanções dos EUA – anúncio feito por Tareck Al Aissami, Vice-presidente da República.[29][28] Em novembro, os leilões desapareceram.

Em 2 de agosto de 2018, foi revogada a lei do Regime Cambial e dos ilícitos cambiais, bem como o artigo 138 do decreto-lei do Banco Central da Venezuela publicado na Gaceta Oficial de Venezuela N.º 41.452 de 2 de agosto de 2018.

### Mesa de câmbio
A partir de 13 de maio de 2019, o BCV passou a permitir que bancos autorizados realizem a compra e venda de divisas entre pessoas físicas e jurídicas – restrito ao setor privado – por meio de mesas de câmbio. Esse novo esquema de oferta de divisas não marca o fim do controle cambial, pois as instituições devem publicar diariamente a taxa de câmbio média resultante das operações ao final de cada jornada, que servirá de base para a oferta de compra e venda no dia seguinte.
Em 29 de agosto de 2019, restabeleceu-se a livre convertibilidade da moeda em todo o território nacional, de acordo com a Gaceta Oficial Extraordinária 6.405 do Acordo Cambial Número Um de setembro de 2018, pelo qual o Banco Central passou a regular e administrar o novo Sistema de Mercado Cambial, permitindo que a moeda norte-americana flutue conforme a oferta e a demanda – encerrando assim um período sombrio de quase duas décadas nas finanças da Venezuela.

## Corrupção
O ex-ministro de Planejamento e Finanças, Jorge Giordani, admitiu que da CADIVI teriam sido roubados cerca de 25.000.000.000 $ (vinte e cinco bilhões de dólares) e, até o momento, não foram apresentados culpados por essa situação, o que sugere corrupção interna no governo. Nesse sentido, o Estado assegurou que investigações estavam sendo conduzidas pela Procuradoria-Geral da República e que, em breve, os responsáveis seriam apresentados. Tanto trabalhadores da CADIVI quanto usuários do sistema foram acusados de corrupção, embora os dólares alocados no orçamento nacional de 2013 para suprir a demanda na CADIVI tenham sido mínimos em comparação com outros mecanismos de obtenção de divisas, como o recente SICAD.
Vários projetos governamentais, executados com bilhões de dólares preferenciais, estão sendo investigados por superfaturamento com o objetivo único de obter enormes quantidades de divisas – entre eles, os casos das termoelétricas, da barragem Tocoma, compras de material logístico para a PDVSA; a aquisição da dívida argentina e a emissão dos Bonos del Sur; o uso de dólares da CADIVI para a compra de alimentos para os sistemas Mercal, PDVAL e CLAP, que eram revendidos a preços superiores – e estão sob investigação em tribunais no exterior por lavagem de dinheiro roubado ao Estado venezuelano.
Embora a CADIVI permitisse a obtenção de até US$ 500 em espécie por pessoa ao ano, alguns usuários consideraram esse valor insuficiente e recorreram a mecanismos alternativos para converter os montantes aprovados para o cartão de crédito em dinheiro. Esses usuários foram denominados “raspacupos” pelo próprio presidente Nicolás Maduro. O vice-presidente da Área Econômica, Rafael Ramírez Carreño, acusou, em 2013, os “raspacupos” pela crise cambial que se instalou na Venezuela, afirmando que eles estimularam o mercado paralelo de divisas (mercado negro). Entretanto, em 2018, a Procuradoria e a Assembleia Nacional iniciaram uma investigação contra Rafael Ramírez por um desfalque de 11 bilhões de dólares à PDVSA, e ele é investigado por lavagem de dinheiro no Banco Privado de Andorra (BPA), onde parentes diretos – ex-funcionários da PDVSA – estão envolvidos.
Em 2004, uma diretora da CADIVI, Adina Bastidas, foi acusada de conceder dólares em troca de um pagamento, mas ela negou qualquer envolvimento em irregularidades, afirmando que cerca de cinquenta funcionários foram demitidos por fatos irregulares.
Em 2012, o coronel Manuel Barroso, ex-presidente da CADIVI, aprovou mais de US$ 23,5 milhões para duas importadoras com apenas alguns meses de existência.
A partir de 5 de agosto de 2017, com o novo procurador-geral, iniciou-se uma profunda investigação por casos de corrupção decorrentes do uso indevido na obtenção de dólares preferenciais e de faturas falsas. Por esse motivo, 21 pessoas foram detidas, conforme anunciado pelo procurador-geral da República, Tarek William Saab, após os casos de corrupção ocorridos entre 2004 e 2013, relacionados à atribuição irregular de divisas a empresas de maletín e fictícias que receberam dólares preferenciais. Foi indicado que as detenções ocorreram devido à prática de crimes. Também foi afirmado que, pelo menos, cerca de 900 empresas estão diretamente relacionadas a casos de superfaturamento no fraude cometido contra a CADIVI–CENCOEX. Alguns exemplos:
- A empresa Bates Gil, C.A. recebeu US$ 17,2 milhões.
- Os irmãos Lozano obtiveram US$ 15,56 milhões.
- A Azucarera Río Turbio, C.A. US$ 156 milhões.
- A Envasadora Aguas del Orinoco – superfaturamento.